# Episodi di Vita col nonno (seconda stagione)
La seconda stagione della serie televisiva Vita col nonno è stata trasmessa in anteprima negli Stati Uniti d'America dalla NBC tra il 13 settembre 1987 e l'8 maggio 1988.
| nº | Titolo originale                    | Titolo italiano | Prima TV USA      | Prima TV Italia |
| -- | ----------------------------------- | --------------- | ----------------- | --------------- |
| 1  | Sounds from a Silent Clock (Part 1) |                 | 13 settembre 1987 |                 |
| 2  | Sounds from a Silent Clock (Part 2) |                 | 20 settembre 1987 |                 |
| 3  | A Silent, Fallen Tree               |                 | 27 settembre 1987 |                 |
| 4  | Dancing in the Dark                 |                 | 4 ottobre 1987    |                 |
| 5  | The Witherspoon War                 |                 | 18 ottobre 1987   |                 |
| 6  | The Haunting                        |                 | 25 ottobre 1987   |                 |
| 7  | Candles and Shadows                 |                 | 1º novembre 1987  |                 |
| 8  | The Stringtown Treasure             |                 | 15 novembre 1987  |                 |
| 9  | They Also Serve                     |                 | 22 novembre 1987  |                 |
| 10 | Like Father, Like Son               |                 | 29 novembre 1987  |                 |
| 11 | Sunday's Hero                       |                 | 6 dicembre 1987   |                 |
| 12 | Balance of Power                    |                 | 10 gennaio 1988   |                 |
| 13 | Call It a Draw                      |                 | 17 gennaio 1988   |                 |
| 14 | Finish the Day                      |                 | 24 gennaio 1988   |                 |
| 15 | Two Beat, Four Beat                 |                 | 7 febbraio 1988   |                 |
| 16 | Trouble in Paradise (Part 1)        |                 | 14 febbraio 1988  |                 |
| 17 | Trouble in Paradise (Part 2)        |                 | 21 febbraio 1988  |                 |
| 18 | Out of Step                         |                 | 28 febbraio 1988  |                 |
| 19 | The Ashton Street Gang              |                 | 6 marzo 1988      |                 |
| 20 | The Fifth Beatle                    |                 | 13 marzo 1988     |                 |
| 21 | Neighborhood Watch                  |                 | 1º maggio 1988    |                 |
| 22 | Artful Dodging                      |                 | 8 maggio 1988     |                 |